# Pallacanestro alla XXIX Universiade
Il torneo di pallacanestro della XXIX Universiade si è svolto a Taipei, Taiwan, dal 20 al 29 agosto 2017. Al torneo maschile hanno partecipato 24 squadre, a quello femminile 16.

## Medagliere
| Posizione | Paese         |   |   |   | Totale |
| --------- | ------------- | - | - | - | ------ |
| 1         | Australia     | 1 | 0 | 0 | 1      |
| 1         | Lituania      | 1 | 0 | 0 | 1      |
| 3         | Giappone      | 0 | 1 | 0 | 1      |
| 3         | Stati Uniti   | 0 | 1 | 0 | 1      |
| 5         | Lettonia      | 0 | 0 | 1 | 1      |
| 5         | Taipei Cinese | 0 | 0 | 1 | 1      |
| Totale    | Totale        | 2 | 2 | 2 | 6      |